# Génocide culturel des Ouïghours
Cet article concerne l'accusation d’ethnocide envers la population ouïghoure. Pour le système d'internement de la République populaire de Chine au Xinjiang, voir camps d'internement du Xinjiang.
Les allégations de génocide culturel des Ouïghours font référence à des témoignages et des faits qualifiés d'ethnocidaires et dénoncés par des exilés ouïghours, des ONG internationales ainsi que plusieurs États à l'encontre du gouvernement de la république populaire de Chine. Ce dernier y mène, depuis le début des années 2010, une politique répressive contre les Ouïghours, un peuple musulman et turcophone du Xinjiang, région autonome du Nord-Ouest de la Chine. Le gouvernement chinois affirme qu'il s'agit d'un « processus de rééducation » afin de garantir la sécurité dans le Xinjiang, après les émeutes de juillet 2009. Human Rights Watch ainsi que de nombreux médias et gouvernements dénoncent des violations systématiques des droits de l'homme et l'internement de plus d'un million ouïghours dans des camps d'internement.
Le gouvernement fédéral des États-Unis, les parlements du Royaume-Uni, de la France, du Canada et une vingtaine d'autres pays adoptent des résolutions déclarant leur reconnaissance de la qualification de « génocide ». À l'inverse, une cinquantaine de pays et organisations internationales, dont la Ligue arabe, la Russie, le Nigeria, les Philippines, rejettent cette qualification et apportent leur soutien à la Chine.

## Contexte historique

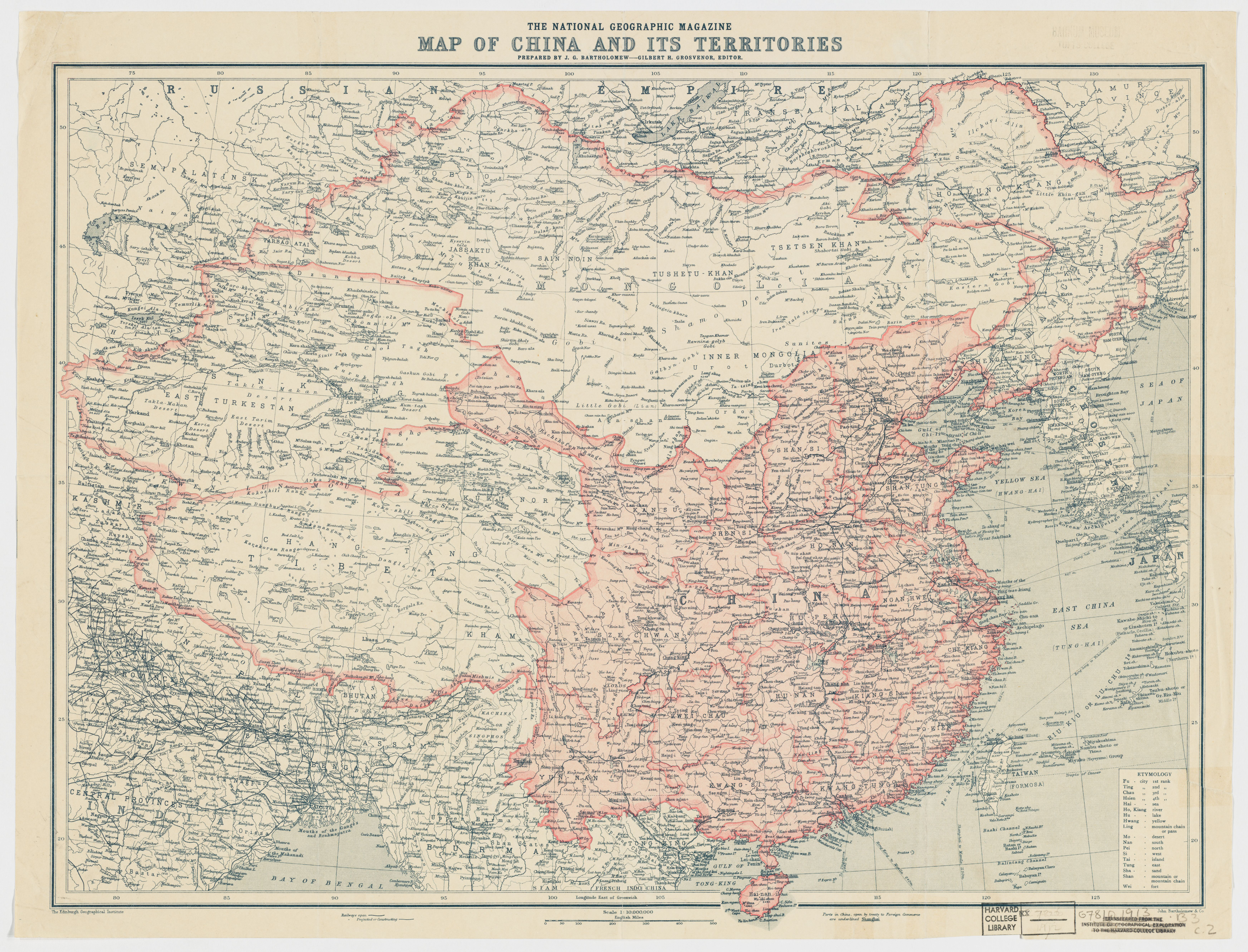
Carte du Xinjiang (Sinjiang) ou East Turkestan au sein de la Chine en 1912 dans National Geographic.

Drapeau de la Seconde République du Turkestan oriental.

La Seconde République du Turkestan oriental est un État créé au sein de la République de Chine (1912-1949), pendant la guerre civile chinoise (1927-1950), le 12 novembre 1944, sur une partie du Nord du Xinjiang, composé principalement de Ouïghours, Kazakhs et Mongols dzoungars. La République populaire de Chine annexe le Turkestan oriental en 1949 au cours de l'Intervention militaire chinoise au Xinjiang ; une guerre qui opposa, à la fin de la guerre civile chinoise, la république populaire de Chine à la république de Chine et le Turkestan oriental. La rébellion kazakhe perdurera jusqu'en 1954,.

Région autonome du Xinjiang.

Au début des années 1950, les dirigeants chinois conçoivent alors leur pays comme une nation pluriéthnique, dans laquelle les minorités nationales sont autorisées à préserver et entretenir leurs particularismes sous le contrôle de l'État. Toutefois, dans le Xinjiang, région du Nord-Ouest de la Chine, le gouvernement chinois organise l'intégration à l'ensemble national et favorise l'implantation de colons Hans dont la proportion passe de 6,7 % de la population en 1949 à 39 % en 2010,.
La mainmise du PCC (Parti communiste chinois) sur les institutions politiques du Xinjiang empêche le développement de l'autonomie régionale. Les disparités économiques entre les colons hans et la population majoritaire ouïghoure suscitent du mécontentement social. Dans les années 1980, bien que le contrôle du pouvoir central s'assouplisse, l'insatisfaction ouïghoure se concrétise par la formation d'une mouvance anticoloniale, principalement composée d'une branche nationalisme et d'une branche islamisme,. Au fil des années, tandis que des nationalistes ouïghours renoncent à l'usage de la violence et partent en exil, les islamistes, promoteurs d'une réislamisation du Xinjiang, adoptent le djihadisme, avec le soutien de l'organisation terroriste internationale Al-Qaïda et des talibans installés en Afghanistan et au Pakistan voisins,. La « guerre contre la terreur » lancée par les États-Unis après les attentats du 11 septembre 2001 sonne aussi le début d’une politique chinoise censée lutter contre le djihadisme et le radicalisme musulman, mais qui va bien au-delà en s’attaquant à la culture ouïghoure et à ses habitants au Xinjiang.
Les troubles survenus en 2008 au Tibet, puis les émeutes au Xinjiang de juillet 2009 et leurs suites suscitent des inquiétudes parmi les membres du PCC. Pour certains dirigeants, la promotion du multiculturalisme menace l'unité nationale. À partir de 2014, sous la présidence de Xi Jinping, l'inflexion de la politique du PCC vers l'assimilation culturelle et politique des groupes minoritaires s'affirme, notamment à travers le déploiement de moyens de surveillance de masse au Xinjiang, l'internement massif de citoyens ouïghours, la destruction de cimetières et de lieux de culte musulmans et l'interdiction de pratiques culturelles ou religieuses,. Le processus de sinisation concerne aussi d'autres groupes ethniques tels que les Hui. Dans la région autonome du Níngxià et les provinces du Henan, du Gansu et du Shaanxi, les autorités locales s'emploient à diminuer la présence de l'islam. La diversité linguistique, autrefois acceptée, est réduite ; l'arabe est exclu de l'espace public. Selon le journal américain The Washington Post, le Xinjiang serait un laboratoire dans lequel est mise au point la politique de normalisation socio-culturelle soutenue par Xi Jinping et le PCC et destinée à être appliquée dans tout le pays, une analyse partagée par le sinologue français Jean-Philippe Béja.
Fin 2019, le quotidien américain The New York Times rend public le contenu d'archives gouvernementales officielles, transmises par un membre d'un courant du PCC opposé à la ligne politique de Xi Jinping. Pour les médias, les informations tirées des documents publiés attestent d'une reprise en main idéologique répressive de la population musulmane turcophone du Xinjiang. Les autorités chinoises rejettent l'analyse et justifient leurs initiatives locales par la nécessité de lutter contre le terrorisme et la radicalisation des indépendantistes ouïghoures,,.
Pour l'État chinois, le contrôle du Xinjiang constitue aussi un enjeu économique primordial. Croisement de routes commerciales entre les continents européen et asiatique, la région autonome est au cœur du projet de « nouvelle route de la soie » et son sous-sol contient des gisements de ressources naturelles : pétrole, charbon, gaz naturel, uranium, de nombreux minerais (cuivre, zinc, or, argent, etc.) et des terres rares,,.

## Politique répressive chinoise contre la minorité ouïghoure

### Camps d'internement et de rééducation
En 2018, sur les 22 millions d'habitants que compte le Xinjiang, il y aurait, selon plusieurs experts internationaux, l'ONU et des ONG défendant les droits de l'homme, près d'un million de Ouïghours internés dans des camps de rééducation,,. Le gouvernement chinois n'a reconnu leur existence qu'en 2018 et affirme que ce ne sont que des centres d'enseignement et de formation professionnels,. Il soutient que sa politique de rééducation offre à chaque détenu une opportunité de sortir de la pauvreté et de se préserver de l'islam radical. Des centaines de milliers de prisonniers sont contraints de renier leurs convictions religieuses et de jurer fidélité au PCC. D'anciens détenus, reconvertis en ouvriers au service d'entreprises locales, sont présentés comme des modèles de réinsertion sociale réussie, dans des reportages télévisés de propagande gouvernementale.
Le nombre d'un million de détenus, retenu par les médias et quelques gouvernements occidentaux, comme les États-Unis, a été estimé par Adrian Zenz, un anthropologue allemand. En 2018, l'évaluation de celui-ci est en fait une fourchette allant de cent mille à un million de prisonniers. Chercheur en sinologie à l'IFRI, Marc Julienne juge crédibles, bien que spéculatives, les informations publiées par Zenz. S'appuyant sur l'imagerie satellite, des témoignages, des données et des documents officiels, Zenz propose, en 2020, le nombre de 1,2 million d'internés en 2018 et 1,8 million, l'année suivante.

### Travail forcé
Entre 2017 et 2019, selon l'Institut australien de stratégie politique (ASPI), organisme dépendant du ministère australien de la Défense, plus de 80 000 Ouïghours ont été réquisitionnés par l'État chinois pour travailler dans des usines de production appartenant à pas moins de 83 enseignes internationales. La liste de celles-ci, établie par l'ASPI, mentionne des multinationales de l'industrie automobile (BMW, Volkswagen), du textile (Gap, Adidas, Nike, Uniqlo, H&M, The North Face , etc.), des fabricants de produits électroniques (Apple, Samsung, Sony, Microsoft) et des grands groupes chinois comme Huawei, Haier et Oppo. Le gouvernement chinois admet officiellement que, dans le but de combattre la pauvreté, il déplace, du Xinjiang vers d'autres régions, de la main d'œuvre jugée « excédentaire ».
Durant l'été 2020, une association de près de deux cents ONG, représentant trente-six pays, a rendu public un rapport décrivant le travail forcé effectué par des Ouïghours, dans le cadre de l'exploitation des ressources agricoles du Xinjiang, notamment le coton. Elle souligne l'implication indirecte d'entreprises occidentales du secteur de l'habillement dans la mobilisation forcée de travailleurs ouïghours, kazakhs ou d'autres minorités musulmanes,,.
Depuis juillet 2020, des journalistes d'enquête, appartenant à des médias européens  ou à l'OCCRP, ont partiellement confirmé les résultats d'enquêtes publiés par l'ASPI. Ils ont établi que plusieurs modèles de masques de protection ont été confectionnés par des Ouïghours, mobilisés de force dans des usines de production situées entre autres à Wuhan (notamment Hubei Haixin), c'est-à-dire à trois mille kilomètres du Xinjiang. De leur côté, les entreprises occidentales qui importent une partie de la production chinoise de masques ignorent les accusations portées à l'encontre de leurs partenaires commerciaux. Ils se retranchent derrière le fait que les preuves d'abus sont difficiles à réunir et les témoignages directs très rares,,.
En décembre 2020, Adrian Zenz publie une étude explicitant qu'il existe deux types de travail forcé. Le premier fait référence aux Ouïgours qui sortent des camps d'internement et doivent travailler dans des usines proches des camps mais qui peuvent aussi être envoyés cueillir le coton dans les fermes d’État de la région. Le deuxième type de travail forcé concerne les Ouïgours, sans emploi fixe, qui sont « formés » et « transférés » vers des usines chinoises. Adrian Zenz conteste les explications des autorités chinoises indiquant qu'il s'agit de lutter contre « l’extrême pauvreté » dans la région. Mais l'objectif est, selon lui, de réduire la population ouïgoure dans sa région d'origine et de supprimer les structures familiales et territoriales, vecteurs de la cohésion de cette ethnie.

#### Médiatisation du travail forcé
En 2020, la première vague de mobilisation en soutien à la communauté musulmane de Chine, les Ouïghours, voit le jour sur les réseaux sociaux sur Instagram, Twitter et Facebook. Raphaël Glucksmann, un essayiste, homme politique et documentariste français, publie sa première publication sur les grandes marques qui tirent profit de l’exploitation ouïghoure avec la fast-fashion. Par la suite, il publiera « la liste de la honte » qui présente toutes les marques impliquées dans ce choc dans le but d’aboutir à une conscience collective.
Dans une publication Instagram, Raphaël Glucksmann incite à l’appel de l’action et invite ses « followers » à partager sur leurs réseaux un « carré bleu », le bleu symbolisant la couleur du drapeau des Ouïghours. Un mouvement de solidarité se déclenche le 1er octobre 2020 (jour de la fête nationale chinoise), où plusieurs carrés bleus apparaissent sur les photos de profils des utilisateurs de Facebook, Instagram, Twitter et TikTok, envahissant la toile des réseaux sociaux et cela en signe de soutien à cette minorité musulmane persécutée et réduite en esclavage par le gouvernement chinois. Le mouvement prend de plus en plus d’ampleur sur les réseaux sociaux, à tel point que des personnalités publiques comme l’humoriste, scénariste, et acteur français Omar Sy ou encore le chanteur français, Matt Pokora ont apporté leur soutien au mouvement. Plusieurs hashtags voient le jour tels que « #FreeUyghurs », ainsi que plusieurs vidéos et images montrant les violences faites à l’encontre des Ouïghours incluant des témoignages. Plusieurs pétitions en ligne vont voir le jour sur les réseaux sociaux et plusieurs courriels vont être envoyés à l’ambassade chinoise[réf. souhaitée].
Parallèlement, l’évocation des différentes marques de vêtements (Lacoste, Nike, Zara, H&M, etc. ) en collaboration avec des entreprises chinoises, dont les travailleurs des usines sont les Ouïghours, annoncera le début de grandes manifestations, où de nombreux manifestants, par le port de masques aux couleurs du drapeau du Turkestan symboliquement bâillonné par une main aux couleurs du drapeau de la Chine, iront protester en criant “Made in China/Made in terror”.
Malgré l'effervescence du soutien aux Ouïghours sur les réseaux sociaux, ainsi que les images et les témoignages de la répression ouïghoure, mais aussi de la fuite de documents officiels provenant d’une source haut placée du gouvernement qui détaillent le fonctionnement interne de camps où ont été envoyés des centaines de milliers de Ouïghours, la Chine nie les accusations et les qualifie de désinformation[réf. nécessaire]. En effet, celle-ci remet en question la véracité des informations et si l’affaire a fait grand bruit à l’étranger, elle n’en a pas fait en Chine, en raison de la loi sur la censure en vigueur qui rend  impossible l’accès à certaines informations. Le manque de données constitue une importante préoccupation pour la communauté internationale qui malgré l’autorisation d’un personnel diplomatique qui se serait rendu dans la région autonome ouïghoure du Xinjiang, mais que leurs visites auraient été très restreintes en raison de plusieurs mesures de sécurité.

### Contrôle des naissances coercitif
En octobre 2019, le quotidien américain The Washington Post publie une série de témoignages de Kazakhes et de Ouïghoures, réfugiées au Kazakhstan. Les femmes interrogées relatent leurs expériences aux mains des autorités locales chargées de faire appliquer la loi dans le Xinjiang. Certaines racontent la pose contrainte d'un dispositif de contraception. D'autres rapportent des cas d'avortements forcés. D'autres encore disent avoir subi des humiliations sexuelles ou un viol. Des défenseurs locaux des droits de l'homme confirment que, dans la région du Xinjiang, des femmes sont victimes de telles violences.
En juin 2020, une étude, publiée par la fondation américaine Jamestown, accuse la Chine de mener dans le Xinjiang, depuis 2017, une politique de contrôle des naissances plus contraignante qu'auparavant. D'après l'auteur du rapport, Adrian Zenz, qui a collecté et analysé des documents chinois accessibles sur internet et des témoignages, les femmes ouïghoures seraient soumises à des stérilisations forcées. Le chercheur allemand rapporte que des femmes ont été stérilisées de force et qu'à d'autres la pose d'un stérilet a été imposée,,. Adrian Zenz révèle que, à partir de 2019, dans le Sud du Xinjiang, là où les Ouïghours sont majoritaires, les femmes ayant atteint le quota officiel autorisé d'enfants — deux enfants maximum dans les villes et trois dans les zones rurales — sont la cible d'une campagne de stérilisation. Les mères récalcitrantes seraient menacées de sanctions telles que l'envoi dans un camp de rééducation. À la suite des réactions indignées de la France et des États-Unis, les autorités chinoises ont fermement démenti le contenu de l'étude et réaffirmé leur volonté de combattre le terrorisme et le séparatisme,,.
Fin juin 2020, une enquête, diffusée par l'agence de presse mondiale Associated Press (AP), corrobore le travail d'Adrian Zenz. Se fondant sur des témoignages, des données statistiques et des documents officiels chinois, l'AP affirme que, depuis 2016, dans le Xinjiang, le gouvernement chinois impose un test de grossesse, un avortement, l'usage d'un dispositif contraceptif ou la stérilisation à des femmes appartenant à des minorités nationales, principalement ouïghoures. Elle confirme que les mesures de contrôle du taux de fécondité local s'accompagnent d'amendes ou de menaces de détention, en cas de refus, et explique ces mesures par "l'inquiétude des autorités chinoises quant à une possible poussée de la pauvreté et de l'extrémisme". Dans les villes-districts de Kachgar et Hotan, le taux de natalité a été réduit de 60 %, entre 2015 et 2018.
Avant son abandon en 2015, la politique de l'enfant unique, conduite depuis 1979 et appliquée à la communauté ethnique majoritaire han, comprend des mesures obligatoires de contraception, d'avortement et de stérilisation. Les familles des minorités bénéficient d'un traitement d'exception. Elles peuvent avoir jusqu'à deux enfants, et même trois pour les foyers ruraux,. En 2016, poursuivant son action réformiste, sous l'impulsion du président Xi Jinping, le gouvernement chinois ouvre à toutes les familles chinoises le droit à deux ou trois enfants,. En pratique, les mesures draconiennes de contrôle étatique des naissances sont plus souvent appliquées aux communautés minoritaires du Xinjiang qu'aux Hans.

### Incitations au mariage interethnique
En 2014, au nom de « l'unité ethnique » et pour apaiser les tensions interethniques, le gouvernement chinois inaugure, dans le Xinjiang, un programme destiné à favoriser les mariages mixtes entre Hans et membres d'une minorité ethnique. Chaque année, pendant cinq ans, les couples mixtes nouvellement formés reçoivent environ 1 240 euros, une couverture santé familiale et le paiement d'éventuels frais de scolarité pour tout enfant né de l'union interethnique,. Le programme gouvernemental de mixité ethnique et de sinisation est aussi appliqué aux populations tibétaines.
En 2019, la discrimination positive mise en place, à l'échelon national, afin d'encourager l'apprentissage par les enfants des minorités nationales du mandarin, langue officielle de la Chine, est renforcée pour les jeunes issus de mariages mixtes. Tout étudiant, dont l'un des parents est han et l'autre ouïghour, tibétain, kazakh, tadjik ou membre de toute autre minorité, a droit à un bonus de points lors des examens d'entrée à l'université. Selon James Leibold, les autorités chinoises tentent d'augmenter, par cette nouvelle mesure, le nombre de mariages mixtes qui reste faible.

### Persécutions religieuses
Les Ouïghours sont turcophones et font partie de la branche sunnite de l’Islam. Ils sont présents partout en Asie centrale, mais ils sont particulièrement concentrés en Chine dans la province du Xinjiang, où ils dépassent 10 millions d’individus. De 1949 jusqu’à avant le 11 septembre 2001, l’attitude du gouvernement chinois envers l’Islam a alterné entre l’intolérance radicale et la tolérance contrôlée avant l’attentat du 11 septembre 2001. À la suite de cet attentat, le gouvernement chinois a supporté « la guerre contre le terrorisme » déclenché par le président américain, George W. Bush.
À la suite d’un violent soulèvement populaire des Ouïghours en 2009, le gouvernement chinois a instauré en 2015 une loi « anti-terroriste » qui criminalise toutes expressions et traditions ouïghoures. Au début de l’année 2017, un programme de « désextrémisation » est adopté dans le but de siniser la religion et de l’adapter aux valeurs de la société socialiste chinoise. Ce programme qualifie l’extrémisme religieux de « dangereux virus » qui doit être traité, ce qui justifie pour la Chine l’incarcération de masse des religieux jugés extrémistes. Toutefois, ne faisant pas la différence entre l’extrémisme et la pratique de la religion, les autorités ont commencé à incarcéré dans les camps toutes personnes pratiquant la religion islamique.
Plusieurs pratiques viennent avec le risque d’être envoyé dans un camp : Pratiquer le ramadan, préférer l'alimentation halal, prier régulièrement, avoir une apparence jugée trop religieuse, donner un nom islamique à un enfant, enseigner le Coran et tenir des cérémonies traditionnelles. Dans les camps, les détenus doivent abandonner leur religion en faisant des actions contre la foi de celle-ci, considérée comme une maladie mentale : boire de l’alcool, manger du porc, ne pas prier, ne pas porter le voile et la longue barbe, prêter allégeance au Parti communiste chinois (PCC) et insulter leur propre culture.
Les enfants ouïghours sont envoyés dans des orphelinats réservés aux enfants dont les parents ont été envoyés dans des camps d’internement ou dans des institutions de travail forcé. Dans ces établissements qui rejettent toutes références à la religion musulmane, les jeunes ouïghours sont rééduqués selon le modèle classique chinois.

### Contrôle social et surveillance de masse
Selon le Consortium international des journalistes d'investigation (ICIJ), afin de procéder au contrôle de la population ouïghoure, le gouvernement chinois utilise les mégadonnées mais aussi les commentaires négatifs, sur les réseaux sociaux, avec pour conséquence l'envoi dans  des centres dits « d’éducation et de formation » ou en détention pénale.
Les autorités chinoises utilisent la technologie biométrique, la reconnaissance faciale, des drones et les réseaux Wi-Fi proches, pour suivre les individus,,. La collecte de données à des fins sécuritaires et de contrôle social s'intensifie, parallèlement à la présence policière qui a été multipliée par douze de 2009 à 2017,.

### Persécutions hors de Chine
Des fonctionnaires chinois interviennent dans les commissariats de police d'autres États, notamment en Égypte, pour faire subir des interrogatoires à des étudiants ouïghours, extradés, placés en garde à vue et menottés.
Des dizaines de témoignages font état d'extraditions d'Ouïghours de trois pays musulmans : l'Égypte, les Émirats arabes unis et l'Arabie saoudite, à la demande des autorités chinoises.

### Trafic d'organes international
La Chine vendrait des organes d'Ouïghours à des musulmans fortunés d’Arabie saoudite, du Koweït, ou encore du Qatar. Les prélèvements seraient parfois effectués sur des personnes encore vivantes, ; d'autres sont réalisés sur des personnes exécutées,.
En 2022, Ethan Gutmann (en) indique que des « donneurs » Ouïghours sont acheminés vers des pays du Golfe pour procurer des organes « frais » et « halals » aux receveurs.

## Accusations de génocide
Selon l'ONG internationale Genocide Watch, les informations accumulées sur la politique chinoise de répression des Ouïghours dans le Nord-Ouest de la Chine, notamment un rapport d'enquête de 2020 documentant une entreprise gouvernementale de stérilisation de femmes ouïghours, démontrent qu'un génocide est en cours dans la région autonome du Xinjiang. D'autres ONG, comme Human Rights Watch, dénoncent des arrestations arbitraires massives et l'emploi de la torture,. Le Tribunal ouighour, organisé à Londres en 2021, a conclu au génocide pour « entrave aux naissances » après de long mois de collecte de données et d'audiences publiques.
Alors que des experts, des journalistes et des défenseurs des droits de l'homme évoquent des « persécutions religieuses et culturelles », un acte d'assimilation forcée, un nettoyage ethnique ou même, parfois, un ethnocide, l'orientologue James Leibold de l'université de La Trobe, en Australie, soutient la thèse d'un « génocide culturel ».
Des exilés ouïghours ont déposé, auprès de la Cour pénale internationale, une plainte contre le gouvernement chinois. Ils accusent la Chine de perpétrer un génocide et des crimes contre l'humanité dans la région du Xinjiang,.
En août 2020, Joe Biden évoque un « génocide perpétré par le gouvernement autoritaire de la Chine ». En janvier 2021, l'Administration Trump, puis Antony Blinken, secrétaire d'État désigné par Joe Biden partagent cette accusation de génocide.
Le 22 février 2021, la Chambre des communes du Canada adopte une motion qui affirme que les Ouïghours sont victimes d'un génocide en Chine. Bien que les ministres du parti libéral du Canada au pouvoir se soient abstenus, elle demande au gouvernement du premier ministre du Canada, Justin Trudeau, de confirmer cet avis en prenant des mesures telles que le renforcement des sanctions économiques contre la Chine et l'annulation de l'attribution des Jeux olympiques d'hiver de 2022 à Pékin. De son côté, l'ambassade de Chine qualifie de honteuse la proposition parlementaire,. Justin Trudeau annonce toutefois consulter ses partenaires de la communauté internationale à propos de la qualification de « génocide » des violations des droits de l'homme dans le Xinjiang. Trois jours plus tard, malgré l'opposition des députés du Parti populaire pour la liberté et la démocratie du Premier ministre Mark Rutte, le parlement néerlandais adopte une motion déclarant qu'un génocide des musulmans ouïghours est en cours dans le Xinjiang. Le gouvernement des Pays-Bas rejette cependant le terme de « génocide » que ni l'ONU ni un tribunal international ne reconnaît,.
En 2021, le gouvernement américain et les parlements de Grande-Bretagne, des Pays-Bas, du Canada, de la Tchéquie, de Lituanie, de Belgique rendent publiques des résolutions condamnant les persécutions et les violations des droits humains commises par le gouvernement chinois contre les Ouïghours. Ces institutions politiques nationales dénoncent de possibles crimes contre l'humanité et mettent en avant le terme de « génocide ». Fin janvier 2022, elles sont rejointes par l'assemblée nationale française, une initiative aussitôt qualifiée par la Chine d'ingérence dans la politique intérieure chinoise.
En février 2022, les États-Unis, la Grande-Bretagne, le Canada et d'autres pays invoquent les persécutions en cours contre des minorités musulmanes pour justifier leur boycott diplomatique des Jeux olympiques d'hiver organisés par la Chine. Les sponsors de l'événement planétaire, tels qu'Alibaba, Allianz, Bridgestone,  Samsung et Coca-Cola, maintiennent leurs contributions — les entreprises étrangères espèrent profiter des retombées économiques des Jeux, sur un marché intérieur chinois en expansion —, les gouvernements se taisent et les Jeux ont lieu, malgré les appels au boycott de plus de deux cents ONG de par le monde,. De leur côté, de plus en plus dépendants de l'économie chinoise, la plupart des pays musulmans, ceux, comme l'Indonésie, impliqués dans le projet de nouvelle route de la soie en particulier, restent sur la réserve. Les populations de ces États, qui, excepté la Turquie, ne partagent ni la culture ni la langue des Ouïghours, ont cependant leurs propres problèmes ; certaines, en Iran, Égypte et Arabie saoudite, sont soumises à des régimes autoritaires.
Selon Human Rights Watch, sans une action judiciaire, les condamnations politiques constituent une pression trop peu contraignante pour empêcher les autorités chinoises de poursuivre leur politique de répression. Sa puissance économique, son droit de veto au Conseil de sécurité des Nations unies et l'adoption par plusieurs pays de ses outils technologiques et méthodes de surveillance des individus assurent à la Chine des moyens de dissuasion contre toute action forte telle que l'envoi d'une mission d'enquête internationale indépendante dans la province du Xinjiang,. Les gouvernements nationaux, les firmes multinationales et les organisations internationales telles que le CIO continuent de privilégier des relations fructueuses avec le gouvernement de Xi Jinping.
Selon la sinologue britannique Jo Smith Finley, si la catégorisation en génocide pour ce qui se passe dans le Xinjiang est débattue par les universitaires, ceux-ci sont de plus en plus nombreux à tendre vers la reconnaissance d'une qualification de génocide. Adrian Zenz parle d'un « génocide démographique » et précise qu'il ne s'agit pas d'une extermination de masse comme celle perpétrée par l'Allemagne nazie au cours de la Seconde Guerre mondiale. Certains spécialistes soutiennent l'expression « génocide culturel », rappelant les précédents historiques en Australie et en Amérique du Nord et latine. D'autres soulignent le fait que cette dénomination n'a aucune définition juridique et font remarquer que la stérilisation forcée est un élément de la caractérisation d'un génocide adoptée par l'ONU.
Fin août 2022 peu de temps avant la fin du mandat de Michelle Bachelet, un rapport particulièrement attendu par l'ONU est publié, rapport qui dénonce les crimes contre l'humanité contre les Ouïghours, mais ne les qualifie pas de génocide,.

## Bras de fer diplomatique international
En juillet 2019, vingt-deux pays, dont la France, le Royaume-Uni, l'Australie, la Suisse, le Danemark, la Norvège et le Japon, envoient, au Haut-Commissariat des Nations unies aux droits de l'homme (HCDH), une lettre de protestation contre ce qu'ils estiment constituer des violations des droits de l'homme commises par le gouvernement chinois envers les minorités ethniques peuplant le Xinjiang, notamment les Ouïghours,. En réponse, trente-sept États, dont la Russie, la Corée du Nord, le Nigeria, les Philippines, l'Algérie, le Qatar et l'Arabie saoudite apportent leur soutien à la Chine. Dans un communiqué commun, adressé au Conseil des droits de l'homme des Nations unies (CDH), ils félicitent le gouvernement chinois pour sa lutte efficace contre l'extrémisme, le séparatisme et le terrorisme et louent ses avancées en faveur des droits humains. Fin octobre 2019, à l'ONU, lors d'une session de la commission des affaires sociales, humanitaires et culturelles, cinquante-quatre pays approuvent un plaidoyer complimentant Pékin pour son contrôle de la région autonome du Xinjiang. Les États-Unis, le Royaume-Uni et vingt-et-une autres nations répliquent, en dénonçant les persécutions religieuses et culturelles infligées à la population ouïghoure, turcophone et musulmane.
Le 30 juin 2020, vingt-sept pays — le Japon, la Nouvelle-Zélande, la France et l'Allemagne, entre autres — signent un communiqué alarmant quant à la situation des Ouïghours dans le Xinjiang. Le lendemain, la Biélorussie présente, devant le CDH, une déclaration officielle signée par quarante-six nations (Chine, Biélorussie, Iran, Arabie Saoudite, etc.), dans laquelle une campagne de désinformation anti-chinoise est dénoncée tandis que les opérations anti-terroristes chinoises et le respect par la Chine des droits des minorités y sont applaudis,.
Tandis que les pays européens condamnent publiquement la répression chinoise au Xinjiang, les États-Unis, fin juillet 2020, infligent des sanctions économiques à onze entreprises chinoises,. Ces mesures coercitives ont aussi pour but de permettre au président américain Donald Trump d'apparaître ferme face à la Chine, auprès de l'électorat américain.
Ces confrontations diplomatiques successives font apparaître, sur la scène politique internationale, deux blocs opposés : d'un côté les démocraties libérales occidentales, telles que les pays d'Europe, les États-Unis, le Japon et l'Australie, et, de l'autre, des régimes peu ou prou considérés comme autoritaires par les Occidentaux, tels que la Chine, la Russie, l'Inde, l'Égypte et l'Arabie Saoudite. La conception occidentale des droits de l'homme, de la souveraineté nationale et du contrôle social est contestée par des nations d'Afrique, du Moyen-Orient et d'Asie, qui trouvent en la Chine un puissant modèle, légitimant leurs pratiques socio-politiques internes,. Sur les 50 États qui apportent leur soutien à la Chine en juillet, 23 sont des États à populations majoritairement musulmanes. Selon la Fondation Jamestown, cela est en continuité avec un modèle déjà existant et qui ne devrait pas changer. Pour ces États « les relations avec la Chine sont beaucoup plus importantes que de soutenir la minorité Ouïghour ».
En novembre 2020, dans son livre Un temps pour changer, le pape François évoque, pour la première fois, la persécution des Ouïghours : « Je pense souvent aux peuples persécutés : les Rohingyas, les pauvres Ouïghours, les Yazidis (ce que Daech leur a fait est proprement cruel) ou les chrétiens d'Égypte et du Pakistan tués par des bombes qui ont explosé pendant qu'ils priaient à l'église ».
Le 22 mars 2021, l'Union européenne (UE), le Royaume-Uni, le Canada et les États-Unis sanctionnent des cadres administratifs du Xinjiang pour violation des droits de l'homme à l'encontre des Ouïghours. Les dernières sanctions infligées par l'UE à la Chine remontent à 1989, année de la répression des manifestations de la place Tian'anmen. Le même jour, le gouvernement chinois prend des mesures de rétorsion contre des universitaires et des membres du Parlement européen engagés dans la dénonciation de la politique chinoise au Xinjiang.